# Cerkiew Przemienienia Pańskiego we Lwowie

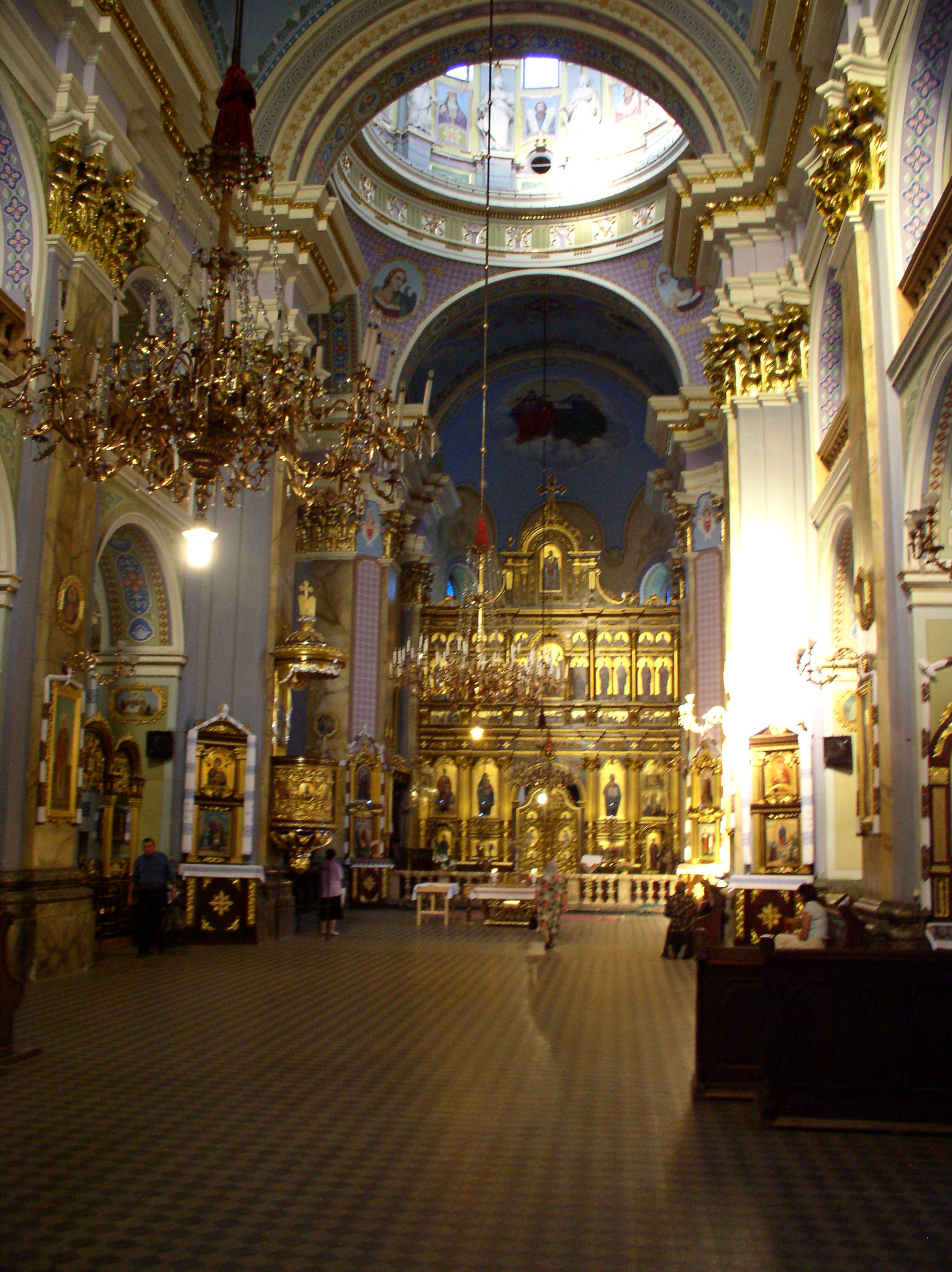
Wnętrze cerkwi - widok na ikonostas

Cerkiew Przemienienia Pańskiego (ukr. Церква Преображення Господа Нашого Ісуса Христа lub w skrócie: Преображенська церква) – świątynia położona przy ul. Krakowskiej 21 (ukr. Krakiwska) na Starym Mieście we Lwowie, na północ od rynku.
Cerkiew została budowana na ruinach rzymskokatolickiego kościoła pw. Trójcy Przenajświętszej oo. trynitarzy, który spłonął w wyniku bombardowania miasta przez Austriaków w czasie Wiosny Ludów w 1848.

## Historia kościoła Trójcy Przenajświętszej i klasztoru oo. trynitarzy
W maju 1685 przybyli do Warszawy pierwsi trynitarze na zaproszenie króla Jana III Sobieskiego i jego małżonki Marii Kazimiery. Pierwsi zakonnicy wywodzili się z Hiszpanii, z tamtejszej gałęzi ostrzejszej reguły zwanej trynitarzami bosymi. Jako że podstawowym celem zakonu była redempcja, czyli wykup jeńców chrześcijańskich z rąk muzułmanów, wkrótce po przyjeździe trynitarze udali się do Lwowa, uważanego za twierdzę chrześcijaństwa na kresach południowo-wschodnich Rzeczypospolitej, aby tam ustanowić centralną placówkę dla swych poczynań. W lipcu 1685 pierwsza grupa zakonników, kierowana przez przełożonego domu w Granadzie, ojca Jana od św. Andrzeja, dotarła do Lwowa. Zakonnicy otrzymali pierwsze uposażenia, głównie od kleru. Nuncjusz papieski zabiegał u władz miasta o przekazanie zakonnikom kościoła Matki Boskiej Śnieżnej, ale te nie wyraziły zgody. Podobnie postąpiła kuria metropolitalna. Zakonnicy odwołali się do króla i dopiero jego interwencja przyniosła zmianę decyzji władz świeckich i duchownych.
W listopadzie 1685 arcybiskup lwowski Konstanty Samuel Lipski wyraził zgodę na powstanie placówki trynitarzy. W 1686 zakonnicy weszli w posiadanie parceli Melechowskiej w pobliżu Bramy Krakowskiej i przystąpili do budowy tymczasowej, drewnianej kaplicy. W czerwcu odprawił w niej msze św. nuncjusz papieski Pallavicini. W 1690 sejm zatwierdził akt fundacji dokonanej przez Józefa i Annę Wielhorskich, wojewodów wołyńskich. Do zakończenia dzieła przyczynił się ich syn, trynitarz, ojciec Antoni od św. Jana Chrzciciela (zm. 1729). Był on czterokrotnym przełożonym domu zakonnego. W 1697 trynitarze w czasie konfederacji żołnierskiej wsparli materialnie miasto w uiszczeniu kontrybucji. Wtedy też i władze miasta zmieniły swój stosunek do fundacji trynitarzy, którzy mogli przystąpić do budowy swojego pierwszego na ziemiach Rzeczypospolitej kościoła.
Kościół pw. Trójcy Przenajświętszej, patronki zakonu, został zbudowany w latach 1703–1731 w stylu francuskiego klasycyzmu z barokowym wystrojem wnętrza. Budowniczymi kościoła byli Bernard Meretyn i Jan de Witte. Kościół trynitarzy był jedną z najznakomitszych budowli swojej epoki we Lwowie. Uroczysta konsekracja nowej świątyni miała miejsce w 1731, a dokonał jej arcybiskup Jan Skarbek. Tuż po tym mszę w kościele celebrował przebywający we Lwowie z wizytą chaldejski metropolita Babilonu.
W 1718 powołana została odrębna, polska prowincja trynitarzy pw. św. Joachima, a jej ośrodkiem był kościół i klasztor trynitarzy. W 1748 kościół i klasztor padły pastwą pożaru, a zakonnicy na czas odbudowy przenieśli się do pobliskiego klasztoru franciszkanów.
Stanisław Stroiński dekorował freskami świątynię.
W momencie I rozbioru Polski w konwencie przebywało 37 zakonników: 20 kapłanów, 11 kleryków i 6 braci. W trakcie 18 redempcji trynitarze zdołali wykupić z rąk muzułmanów ponad czterystu jeńców chrześcijańskich.
W 1783 zakon dotknęła kasata zarządzona przez cesarza Józefa II. W tym samym roku, po zniesieniu zakonu, klasztor i kościół trynitarzy przebudowano na bibliotekę Uniwersytetu Lwowskiego.
W listopadzie 1848, po ostrzale Lwowa przez Austriaków zespół potrynitarski spłonął.

## Historia cerkwi Przemienienia Pańskiego
Plac z ruinami kościoła został w 1849 podarowany ruskiemu towarzystwu „Matyca Ruska”. Po przebudowaniu klasztoru w latach 1851–1864 urządzono w nim „Narodnyj Dim”. Obecną cerkiew wzniesiono w latach 1875–1898. Autorem projektu był Sylwestr Hawryszkewycz, który do budowy wykorzystał ściany i konstrukcję dawnego kościoła Trynitarzy, zachowane po pożarze z 1848.
Nowa świątynia została rekonsekrowana 29 kwietnia 1906 jako cerkiew greckokatolicka pod wezwaniem Przemienienia Pana Naszego Jezusa Chrystusa (w skrócie: Przemienienia Pańskiego). Rekonsekracji dokonali: metropolita lwowski Andrzej Szeptycki, biskup przemyski Kostiantyn Czechowycz oraz biskup stanisławowski, błogosławiony Grzegorz Chomyszyn.
W pierwszej poł. XX wieku parafia przy cerkwi Przemienienia Pańskiego stała się jednym z głównych ośrodków ukraińskiego ruchu narodowego.
29 października 1989, po upadku sowieckiego imperium parafia Przemienienia Pańskiego była pierwszą odrodzoną parafią ukraińskiego kościoła katolickiego obrządku bizantyjsko-ukraińskiego.

## Architektura cerkwi
Cerkiew łączy w sobie formy historyzmu (wariant klasycystyczny z wykorzystaniem tradycji ukraińskiej architektury sakralnej) z pozostałościami form barokowych i wczesnego klasycyzmu (elementy dawnego kościoła). Do istniejącego prezbiterium dawnego kościoła dobudowano półokrągłą apsydę, a nad świątynią wzniesiono kopułę. Przebudowano też obie wieże, dodając do nich kopuły, umieszczone na niskich tamburach.
We wnętrzu świątyni, przy zachowaniu większości ocalałego wystroju, wprowadzono daleko idące zmiany wynikające ze specyfiki obrządku wschodniego. Zdobienia rzeźbiarskie wnętrza i tamburu kopuły są autorstwa J. Marconiego, z kolei ikonostas wykonał Tadeusz Popiel. Wystroju dopełniają obrazy T. Kopystyńskiego i K. Ustyjanowicza.